# 宁波圣母升天堂
宁波圣母升天堂是位于中国浙江省宁波市市中心天一广场的一座大型天主教堂。

## 历史
清康熙四十年（1701年）始建，由法国耶稣会传教士郭中传在灵桥门内置地建圣堂，雍正元年（1723年）被查禁，后被市民充作民房或开设店铺，道光二十七年（1847年）重建，为5间楼房，楼上为临时教堂，楼下为住宅，1850年起为主教教堂，1853年扩建，后于1855年7月6日倒塌；1865年至1866年重建，定名圣母升天堂，同时建神父住宅楼，1918年增建了钟楼，中华人民共和国成立后宁波教区和宁波市天主教爱国会设于此，1966年文革爆发停止宗教活动，被市越剧团占用，1978年钟楼倒塌，1980年钟楼被拆除，1985年主教和神父住宅楼归还教会使用，1990年毁于火灾，1991年，教会收回了已成危房的教堂。1995年至2000年，教友黄斌盛创办的房产公司配合天一广场的建设重建该堂，总造价为4000万元，将原教堂北移40米。药行街本堂区还包括郊区集仕港、奉化大桥、畸山、松岙4个堂点，2000年时共有教徒1200人:2804、2806:2021-2022。

## 结构
重建后的教堂占地9800平方米，外观仿罗马式、哥特式造型，内部有1000座位，南北长51米，东西宽22米，大堂脊高31米，钟楼高66米，顶上冠以高6米，宽4米的不锈钢十字架，教堂平面呈十字型，并与神父楼的二楼结合在一起，使之教堂实际可容纳2000人，正面大门采用80吨的花岗石制作，大厅以花岗石装饰地面，全堂门窗采用彩色玻璃，大堂顶部的圆窗用各种圣体的图案，教堂门窗则用圣经故事的图案，祭台顶部的80平方米半圆型拱顶，绘以天主圣三为圣母加冕的圣像，并由五只半圆型小拱顶擎托，象征教会的团结与统一。大堂二层屋面为青石琉璃覆盖，沿檐青石栏杆围护，并以石笋装饰，气势庞大，且又古朴典雅，大钟系原教堂遗物。

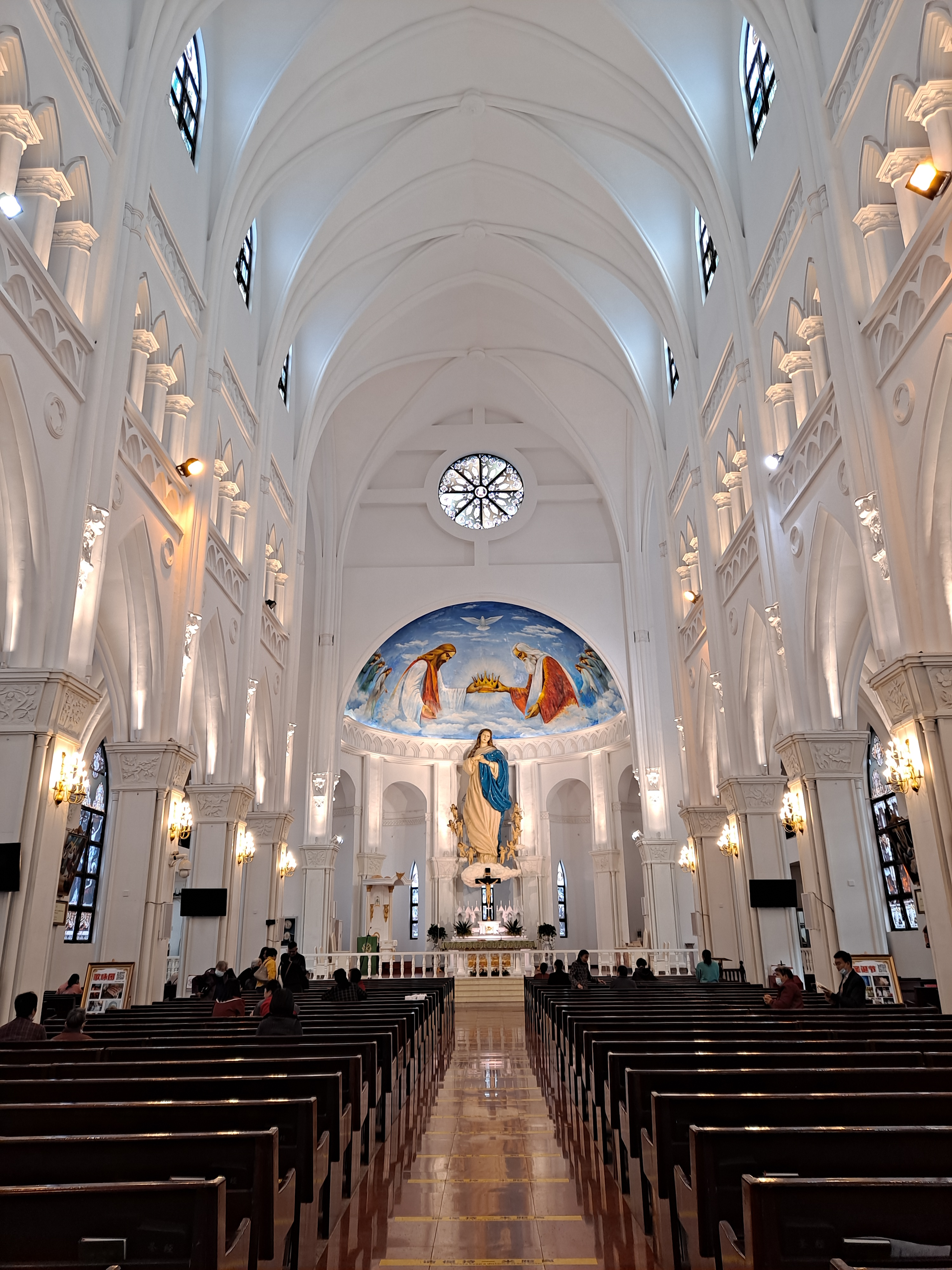
教堂内部